# Хёне, Фредерику Карлус
Фредери́ку Ка́рлус Хёне (порт. Frederico Carlos Hoehne, 1882—1959) — бразильский ботаник немецкого происхождения.

## Биография
Фредерику Карлус Хёне родился 1 февраля 1882 года в Жуис-ди-Фора в семье иммигрантов из Германии. Отец Хёне был хозяином богатой коллекции орхидей, что во многом поспособствовало возникновению у Фредерику интереса к ботанике. Учился Фредерику Карлус в Жуис-ди-Фора, затем самостоятельно изучал ботанику. В 1907 году был назначен главным садовником в Национальном музее Рио-де-Жанейро.
В 1907 году Хёне женился на Карле Аугусте Фриде Кульман. У них родились четверо детей.
Начиная с 1908 года Хёне регулярно отправлялся на экспедиции для изучения бразильской флоры. С 1917 года он жил и работал в Сан-Паулу. С 1923 года он был работником ботанического отделения Музея Сан-Паулу, с 1928 года — агробиологического института, будущего Ботанического института Сан-Паулу. С 1942 по 1952 Хёне работал директором этого института.
В 1929 году Гёттингенский университет присвоил Хёне почётную степень доктора наук за его заслуги перед ботанической наукой.
16 марта 1959 года Фредерику Карлус Хёне скончался в Сан-Паулу.

## Некоторые научные работы
- Hoehne, F.C. Monographia das Asclepiadaceas brasileiras. — Rio de Janeiro, 1916. — P. 131 + 29 + 13. — 2 fasc.
- Hoehne, F.C. Album da secção de botanica do Museu Paulista. — São Paulo, 1925. — 204 p.
- Hoehne, F.C. Monographia illustrada das Aristolochiaceas brasileiras. — Manguinhos, 1927. — 111 p.
- Hoehne, F.C. As plantas ornamentaes da flora brasilica. — São Paulo, 1930—1936. — 408 p. — 2 pts.
- Hoehne, F.C. Plantas e substâncias vegetais tóxicas e medicinais. — S. Paulo, Rio de Janeiro, 1939. — 355 p.
- Hoehne, F.C. Flora brasilica. — 1940—1968. — 12 fasc.

## Названы в честь Ф. К. Хёне
- Ботанический журнал Hoehnea (Сан-Паулу, с 1971)
- Hoehnea Epling, 1939, nom. nov.
- Hoehneella Ruschi, 1945
- Hoehnephytum Cabrera, 1950